# Стояновський Дмитро Микитович
Дмитро́ Мики́тович Стояно́вський (*24 грудня 1921, Новий Стародуб) — Заслужений лікар України, почесний член Міжнародного конгресу зі східної та народної медицини.

## Біографічні відомості
Після закінчення 11. класу поступив до Олександрійської медичної школи. Війна застала в армії, де він служив артилеристом у місті Перемишлі. Закінчив війну в Дрездені. Після сильної контузії півроку лежав у шпиталі, де заново вчився розмовляти і ходити. На санітарному потязі потрапив до Китаю (1945), уже звільненого від японців. У званні старшого лейтенанта фельдшер Стояновський прослужив у Китаї два роки, де й оволодів одним із найстаріших методів китайської народної медицини: голковколювання та припікання.

## Медична кар'єра
Практикувати почав ще в Китаї, надаючи допомогу радянським офіцерам і солдатам. Пізніше продовжував удосконалювати навички під час навчання в Ленінградській військово-медичній академії, навіть вилікував її начальника. Служив у Гатчині Ленінградської області та в Казахстані.
Кандидат медичних наук. Відповідальний працівник Інституту міжнародних проблем. Проживає в Одесі.

## Праці
Перша робота «Иглоукалывание и прижигание» побачила світ у 1977 році. Потім вийшли «Рефлексотерапія», «Знахарство и народная медицина», «Энциклопедия народной медицины», «Народная медицина», «Довідник-атлас», «Иглорефлексотерапия», «Краткий гомеопатический справочник», «Лечение почечно-каменной болезни», «Медицинская пьявка н кровопускание» та інші.

### Список праць
- «Иглоукалывание и прижигание» (1977),
- «Рефлексотерапія»,
- «Знахарство и народная медицина»,
- «Энциклопедия народной медицины»,
- «Народная медицина»,
- «Довідник-атлас»,
- «Иглорефлексотерапия»,
- «Краткий гомеопатический справочник»,
- «Лечение почечно-каменной болезни»,
- «Медицинская пьявка н кровопускание».

| українська персоналія | Це незавершена стаття про особу, що має стосунок до України. Ви можете допомогти проєкту, виправивши або дописавши її. |